# Nepenthosyrphus oudemansi
Nepenthosyrphus oudemansi är en tvåvingeart som beskrevs av Meijere 1932. Nepenthosyrphus oudemansi ingår i släktet Nepenthosyrphus och familjen blomflugor. Inga underarter finns listade i Catalogue of Life.